# Le Magra
Le Magra est un film documentaire québécois de Pierre Falardeau et Julien Poulin sorti en 1975. Le film témoigne du quotidien à l'École nationale de police du Québec à Nicolet. Film pamphlétaire, il démontre « comment on fabrique en série les défenseurs du pouvoir ».

## Fiche technique
- Pays d'origine :  Canada
- Langue : français
- Durée : 29 minutes 50 secondes
- Production : Pea Soup Films
- Distribution : Le Vidéographe